# 皮坎帕克 (新墨西哥州)
皮坎帕克（英語：Pecan Park）是位於美國新墨西哥州盧納縣的普查規定居民點。

## 人口
根據2020年美國人口普查的數據，皮坎帕克的面積為0.28平方千米，皆為陸地。當地共有人口113人，而人口密度為每平方千米403.57人。